# Иркутский музей декабристов
Иркутский областной историко-мемориальный музей декабристов — музей в Иркутске в усадебных комплексах декабристов С. П. Трубецкого и С. Г. Волконского.
Коллекция музея начала формироваться в 1925 году, когда к 100-летию со дня восстания на Сенатской площади в Иркутском музее Революции была создана экспозиция, посвященная декабристам. Формирование коллекции продолжается до сих пор.
В течение 30 лет музей декабристов был филиалом Иркутского областного краеведческого музея. В 2000 году получил статус самостоятельного государственного учреждения культуры «Иркутский областной историко-мемориальный музей декабристов».
Музей представляет собой комплекс из двух мемориальных домов и прилегающих к ним усадеб: князей С. П. Трубецкого (ул. Дзержинского, 64 Архивная копия от 13 марта 2016 на Wayback Machine) и С. Г. Волконского (пер. Волконского, 10 Архивная копия от 13 марта 2016 на Wayback Machine). Постоянная экспозиция музея рассказывает о жизни декабристов на каторге и поселении в Восточной Сибири (1826—1856). В музее хранятся подлинные вещи семьи Трубецких.

## Декабристские вечера
Ежегодно с 14 по 26 декабря музей проводит областной фестиваль «Декабристские вечера». В эти дни проходят концерты в областной филармонии, литературно-музыкальные салоны в домах Волконских и Трубецких, литературные вечера в областных и городских библиотеках, выездные мероприятия в городах Шелехове и Ангарске, а также в «декабристских» селах: Урике, Олонках, Усть-Куде, Оёке, Елани и других. В рамках фестиваля организуется научно-практическая конференция для школьников, в которой принимают участие юные исследователи Иркутска, Братска, Улан-Удэ, Саянска, Усолья-Сибирского, Шелехова, сельских школ. Авторы лучших докладов награждаются дипломами и книгами, остальные получают дипломы.

## Издательская деятельность музея
Музей декабристов активно занимается издательской деятельностью. Под его эгидой возобновлена публикация академической документальной серии «Полярная звезда», которая издаётся в Иркутске с 1979 года и содержит письма, мемуары, сочинения декабристов. К настоящему времени вышло в свет 28 томов.
Созданы буклеты, рассказывающие о музее на четырех языках (русском, английском, французском и немецком).